# Nomader

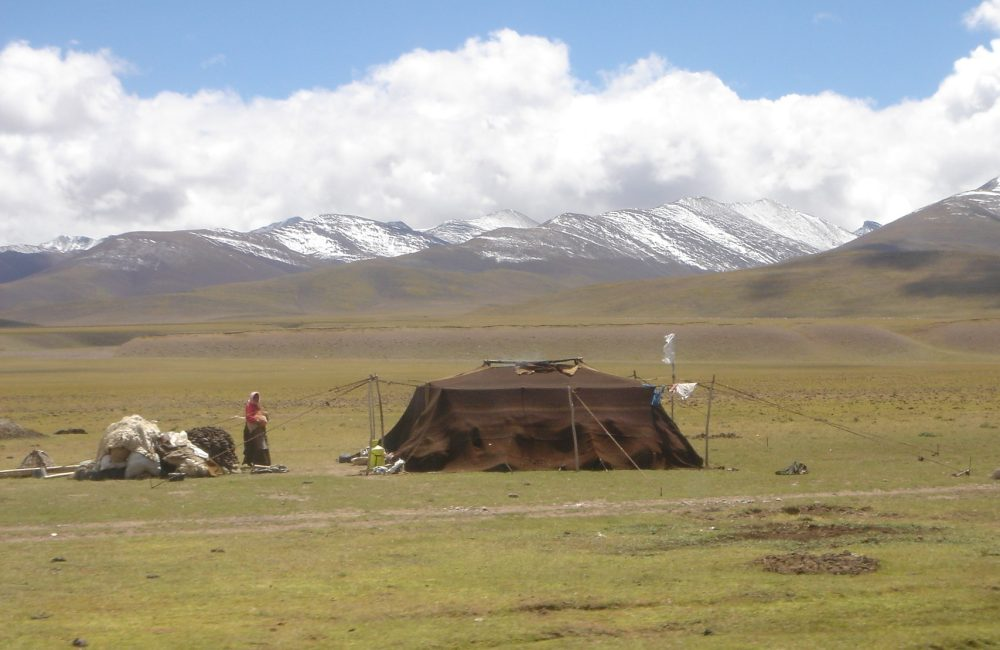
Nomader i Tibet.

Nomader är de folkgrupper vars samhällsorganisation och försörjningsmönster är förbundna med ett icke bofast levnadssätt. Boskapsskötsel hänger bland annat ihop med djurens byte av betesområde. Nomaderna lever ofta i mobila typer av bostäder (exempelvis jurta, tipi eller kåta). En nomadisk livsstil skiljer sig ofta i många bemärkelser från en jordbrukande stadigvarande.
En nomadisk livsstil är dock inte bara en historisk artefakt eller endast ett traditionellt levnadssätt. Den nomadiska livsstilen är också en nutida rörelse.. 
Uttrycket nomadisera kan även användas för att beskriva ett icke bofast levnadssätt hos djur.

## Nomadiserande boskapsuppfödning
Nomadernas kultur och livsföring är anpassad till betesmarkernas förändring mellan torrtiden och regntiden och/eller olika temperaturer vid olika årstider. Boskapsuppfödningen förekommer framförallt i norra Afrika, Asien, norra Ryssland och norra Kanada. I Afrika och Asien lever nomaderna i varmt och torrt klimat, medan de i Ryssland och Kanada lever i ett kallt och djupfryst klimat. De som bor i de kalla områdena har ofta renar eller får, medan nomader i de varma områdena håller t.ex. kor [källa behövs] och getter.